# Дихай (телесеріал)
Breathless (ісп. Respira) — іспанський драматичний телесеріал, створений Карлосом Монтеро, відомим своєю роботою над серіалами в жанрі соціальної драми. Серіал розповідає про життя команди медиків, які працюють у державній лікарні, де вони щодня стикаються з різними викликами, рятуючи життя та водночас переживаючи особисті драми та романтичні почуття.

## Сюжет
Серіал зосереджується на професійному та особистому житті лікарів, медсестер і іншого медичного персоналу державної лікарні. Вони всі захоплені своєю роботою, і це захоплення не тільки змушує їх викладатися на повну, але й породжує складні стосунки як на роботі, так і за її межами. Щоденні стреси, емоційні злети та падіння, а також романтичні інтриги створюють насичений і динамічний сюжет, що тримає глядачів у напрузі.

## Акторський склад
- Найва Німрі
- Айтана Санчес-Хіхон
- Бланка Суарес
- Ману Ріос
- Борха Луна

Також у серіалі знімаються Ана Райо, Альфонсо Бассаве, Макарена де Руеда, Бланка Мартінес, Абріль Самора, Ксоан Форнеас, Марва Бакхат і Віктор Саінз.

## Жанр та стиль
Breathless належить до жанру медичних драм, поєднуючи елементи соціальної драми та романтики. Серіал акцентує увагу на емоційних переживаннях персонажів і складних моральних виборах, які їм доводиться робити в професійному та особистому житті.